# Røyrvik
Gmina Røyrvik (norw. Røyrvik kommune) – norweska gmina leżąca w regionie Trøndelag. Jej siedzibą jest miasto Limingen.
Røyrvik jest 44. norweską gminą pod względem powierzchni.

## Demografia
Według danych z roku 2019 gminę zamieszkuje 461 osób. Gęstość zaludnienia wynosi 0,29 os./km². Pod względem zaludnienia Røyrvik zajmuje 427. miejsce wśród norweskich gmin.
| ludność stan na 1 stycznia 2019 |         |           |       |
|                                 | kobiety | mężczyźni | razem |
| osób                            | 235     | 226       | 461   |
| %                               | 59.98%  | 49,02%    | 100%  |

| wykształcenie stan na 1 października 2019Powyżej 16 roku życia |        |         |        |        |
|                                                                | podst. | średnie | wyższe | niezn. |
| osób                                                           | 126    | 169     | 82     | 1      |
| %                                                              | 33,33% | 44,71%  | 21,69% | 0,26%  |

## Edukacja
Według danych z 1 października 2019:
- liczba szkół podstawowych (norw. grunnskolar): 1
- liczba uczniów szkół podst.: 56

## Władze gminy
Według danych na rok 2019 administratorem gminy (norw. rådmann) jest Ole Peder Tyldum, natomiast burmistrzem (norw. ordfører, d. borgermester) jest Hans Oskar Devik z Arbeiderpartiet.